# Vadu Pașii
Vadu Pașii è un comune della Romania di 9 472 abitanti, ubicato nel distretto di Buzău, nella regione storica della Muntenia.
Il comune è formato dall'unione di 6 villaggi: Băjani, Gura Cîlnău, Focșănei, Scurtești, Stîncești, Vadu Pașii.